# Йохан II (Насау-Саарбрюкен)
Йохан II или III (на немски: Johann II; Johann III; * 4 април 1423, Кирххаймболанден; † 25 юли 1472, Файхинген) от род Дом Насау (Валрамска линия), е граф на Насау-Саарбрюкен от 1442 до 1472 г.

## Живот
Той е син на Филип I фон Насау-Саарбрюкен-Вайлбург (1368 – 1429) и втората му съпруга Елизабет Лотарингска (* 1395, † 17 януари 1456), дъщеря на граф Фридрих I от Водемон (1368 – 1415). Неговият по-голям брат е Филип II (1418 – 1492).
Баща му умира на 2 юли 1429 г. във Висбаден, когато Йохан е дете. Майка му поема регентството за брат му до 1438 г. и за него до 1442. Йохан е възпитаван известно време в Париж. След това двамата братя си поделят територията. Йохан получава Графство Саарбрюкен, а Филип получава Насау-Вайлбург.
През 1444 г. Йохан продава своите части от господство Комерци за 42 000 гулдена на маркграф Луи дьо Понт-à-Мусон. Йохан има добри отношения със съседите си Лотарингия, манастир Метц и град Метц.
Йохан умира по време на пътуване до Вюртемберг и е погребан в манастирската църква „Св. Арнуал“ (в Саарбрюкен). Вдовицата му Елизабет се омъжва втори път на 21 октомври 1474 г. за граф Хайнрих IX фон Щолберг (1436 – 1511).

## Фамилия
Първи брак: на 30 ноември 1456 г. с Йохана (29 юни 1443 – 1469), дъщеря, наследничка на граф Йохан IV фон Лоон-Хайнсберг (ок. 1420 – 1448) и съпругата му Йохана фон Дист (1423 – 1472). С нея той има две дъщери:
- Елизабет (1459 – 1479), 1472 г. омъжена за херцог Вилхелм фон Юлих-Берг (1455 – 1511)
- Йохана (1464 – 1521), 1481 г. омъжена за херцог Йохан I фон Пфалц-Зимерн (1459 – 1509)

Втори брак: на 30 октомври 1470 г. с Елизабет фон Вюртемберг-Урах (4 октомври 1447 – 3 юни 1505), дъщеря на граф Лудвиг I фон Вюртемберг-Урах (1412 – 1450) и съпругата му Мехтхилд фон Пфалц (1419 – 1482). Три месеца след неговата смърт се ражда син му:
- Йохан Лудвиг (1472 – 1545), граф на Саарбрюкен.

Йохан II (III) има още един или два незаконни синове.